# Сакура-пресс
«Сакура-пресс» — российское издательство, лицензировавшее и издававшее японскую мангу на территории СНГ. Это первое издательство, основанное для лицензионного издания манги в России и начавшее свою деятельность с издания перевода «Ранмы ½», первые два тома вышли в апреле 2005 года. Вся манга публиковалась в зеркальном отражении («отзеркаливалась»), за что подвергалась критике со стороны фанатов. В 2011 году прекратило выпуск манги и обновление сайта. Согласно онлайн-ресурсам, ООО ИЗДАТЕЛЬСКИЙ ДОМ «САКУРА-ПРЕСС» юридически был ликвидирован 21.11.2016.

## Манга
- «Ранма» (Ranma 1/2) — выпущено 15 томов из 38.
- «Школа убийц» (Gunslinger Girl) — выпущено 6 томов из 15.
- «Королевская битва» (Battle Royale) — выпущено 3 тома из 15. 2008
- «Темнее, чем индиго» (Ai Yori Aoshi) — выпущено 2 тома из 17.
- «Таинственная игра» (Fushigi Yuugi) — выпущено 3 тома из 18. 2008
- «Крестовый поход Хроно» (Chrono Crusade) — выпущен 1 том из 8. 2009[7]

## Журналы

### anime*magazine

Обложка журнала anime*magazine #8 (2004)

anime*magazine (сокращённо am, ISSN 1810-8644) — ежемесячный печатный журнал, посвящённый аниме, манге и культуре Японии. Издавался с мая 2003 по июль 2004 года. Всего было выпущено 9 номеров. Последние два номера комплектовались CD-диском. Главный редактор — Михаил Ульянов. Тираж — 900 экземпляров.
Журнал начал своё существование как совместный проект сетевого журнала «АниМаг» и «Сакуры-пресс». Первые два номера печатного журнала были практически полностью составлены из материалов журнала сетевого. Однако с третьего номера пути редакций сетевого и онлайн-журнала разошлись. Над ним работал уже собственный авторский и редакционный состав печатного журнала, и он содержал полностью оригинальные материалы. До седьмого номера включительно журнал был чёрно-белым с цветной обложкой.
Начиная с восьмого номера, журнал стал издаваться полностью цветным, сменил оформление и концепцию, обзавёлся CD-приложением. Девятый номер поступил в широкую продажу по Москве в розничных сетях — предыдущие номера распространялись только в магазинах, торгущих аниме, и по почте. Десятый номер журнала так и не был выпущен, и журнал закрыли. Причиной послужил конфликт редакции с инвестором, после этого перешедшим в основанный журнал «АнимеГид».